# 26 Poznański Batalion Piechoty

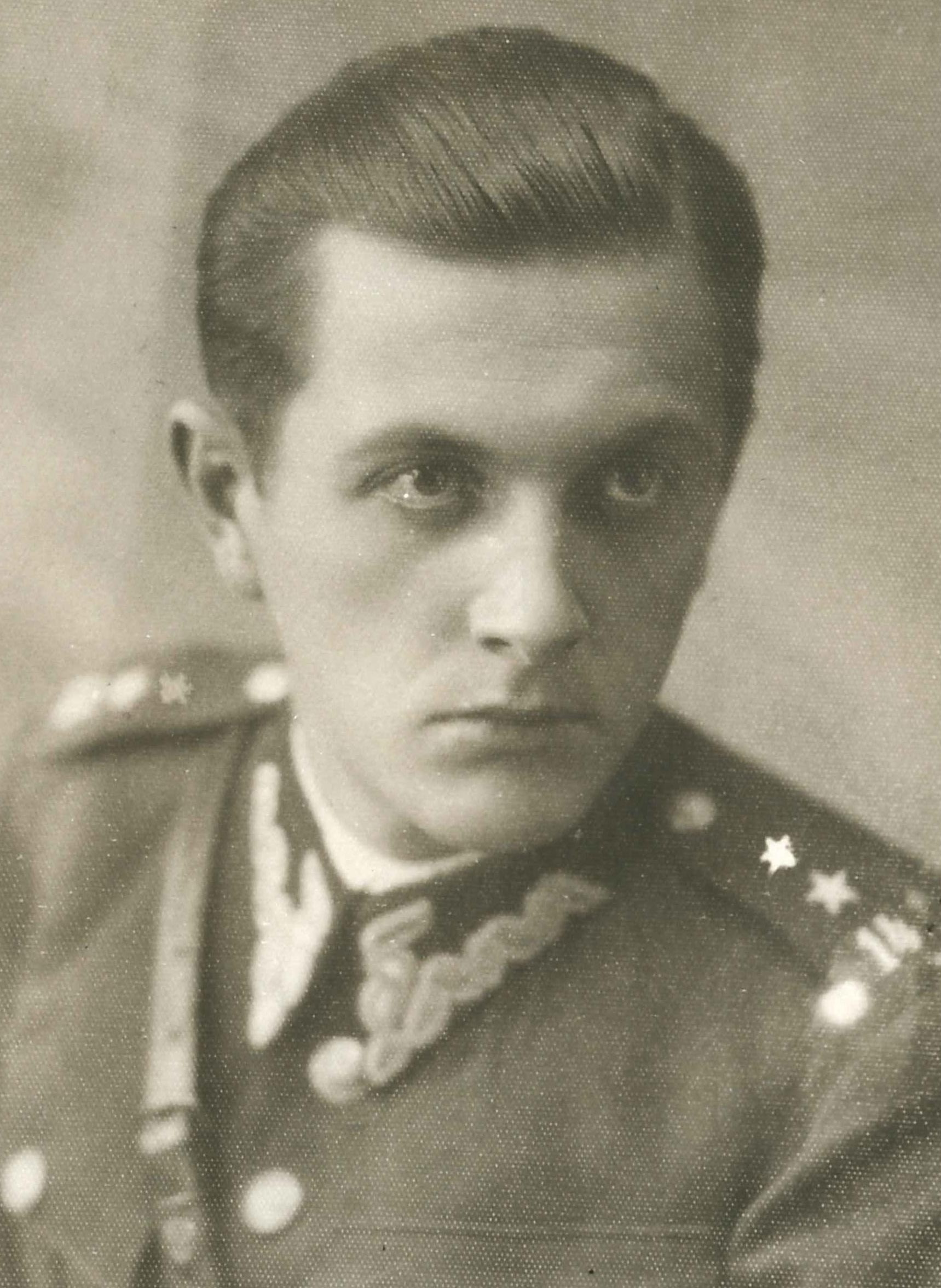
Porucznik 14 pp Stanisław Straub, w czerwcu 1945 r. zajmował stanowisko oficera wywiadowczego w 26 Poznańskim Batalionie Piechoty.

26 Poznański Batalion Piechoty (26 bp) – pododdział piechoty Polskich Sił Zbrojnych.

## Formowanie i zmiany organizacyjne
Na podstawie rozkazu dziennego Nr 32/45 dowódcy 8 Brygady Piechoty z dnia 16 marca 1945 roku 26 Poznański Batalion Piechoty został usamodzielniony z dniem 19 marca 1945 roku pod względem ewidencyjnym. Powyższy rozkaz został przyjęty, jako rozkaz utworzenia batalionu. Tego dnia oddział liczył 5 oficerów i 153 szeregowych. 20 marca batalion został zakwaterowany w miejscowości Alva, położonej na wschód od miasta Stirling (2 kompania w miejscowości Tillicoultry). Batalion nie wziął udziału walkach na froncie. Zdolność bojową miał osiągnąć do 1 czerwca 1945 roku. Oficerowie wywodzili się z I Korpusu Polskiego, a żołnierze w ok. 80% z Wehrmachtu lub organizacji Todta, do których zostali przymusowo wcieleni. 14 kwietnia 1945 roku kompania wsparcia została przeniesiona do miejscowości Muthil, 20 mil na północny wschód od Alvy, natomiast kompanie 1. i 2. do obozu Station, położonego półtorej mili od Muthil. 7 czerwca 1945 roku batalion liczył 30 oficerów i 1012 szeregowców. 10 czerwca 1945 roku w Alva żołnierze batalionu złożyli przysięgę. 16 czerwca 1945 roku w Bridge of Allan batalion wziął udział w przeglądzie oddziałów dokonanym przez Naczelnego Wodza, generała dywizji Tadeusza Komorowskiego. 15 lipca 1945 roku batalion został dyslokowany do miejscowości Tain w północnej Szkocji, w dwóch rzutach: kolejowym i kołowym. 21 lipca 1945 roku batalion liczył 38 oficerów i 1027 szeregowych. 12 sierpnia 1945 roku batalion wizytował dowódca I Korpusu, generał dywizji Stanisław Maczek i dowódca 4 Dywizji Piechoty, generał brygady Kazimierz Glabisz w towarzystwie dowódcy 8 Brygady Piechoty, pułkownika Andrzeja Bogacza. 29 stycznia 1946 roku baon inspekcjonował szef Sztabu Głównego, generał dywizji Stanisław Kopański.

## Obsada personalna batalionu
Organizacja i obsada personalna
- dowódca – mjr Józef Władyka
- I zastępca dowódcy batalionu – mjr Jan Adam Niedzielski (od 3 IV 1945[12])
- kwatermistrz – kpt. Kasper Ślepokura (od 3 IV 1945[12])
- adiutant – ppor. Jan Wierszycki (od 3 IV 1945[12])
- dowódca kompanii dowodzenia – kpt. Stanisław Otwinowski (od 7 IV 1945), kpt. Zenon Pietrucki (od 16 VI 1945[13])
- dowódca 1 kompanii – por. Edward Car
- dowódca 2 kompanii – por. Józef Wiktor Blumski (od 19 V 1945[14]), kpt. Bolesław Graff (od 16 VI 1945[13])
- dowódca 3 kompanii – por. Sławomir Grodzicki (od 7 IV 1945)
- dowódca 4 kompanii – kpt. Tadeusz Jaworski (od 26 IV 1945[15])
- zastępca dowódcy 4 kompanii - por. Wilhelm Snopek (od 16 VI 1945[13])
- dowódca kompanii broni wsparcia – kpt. Teodor Paschke (od 5 IV 1945[16])

## Znaki rozpoznawcze
- Patki - granatowe z żółtą żyłką[3]
- Otoki: granatowe[3]
- Znaki na wozach: czarna cyfra 69 na brązowym tle[3]